# 1000-km-Rennen auf dem Nürburgring 1960

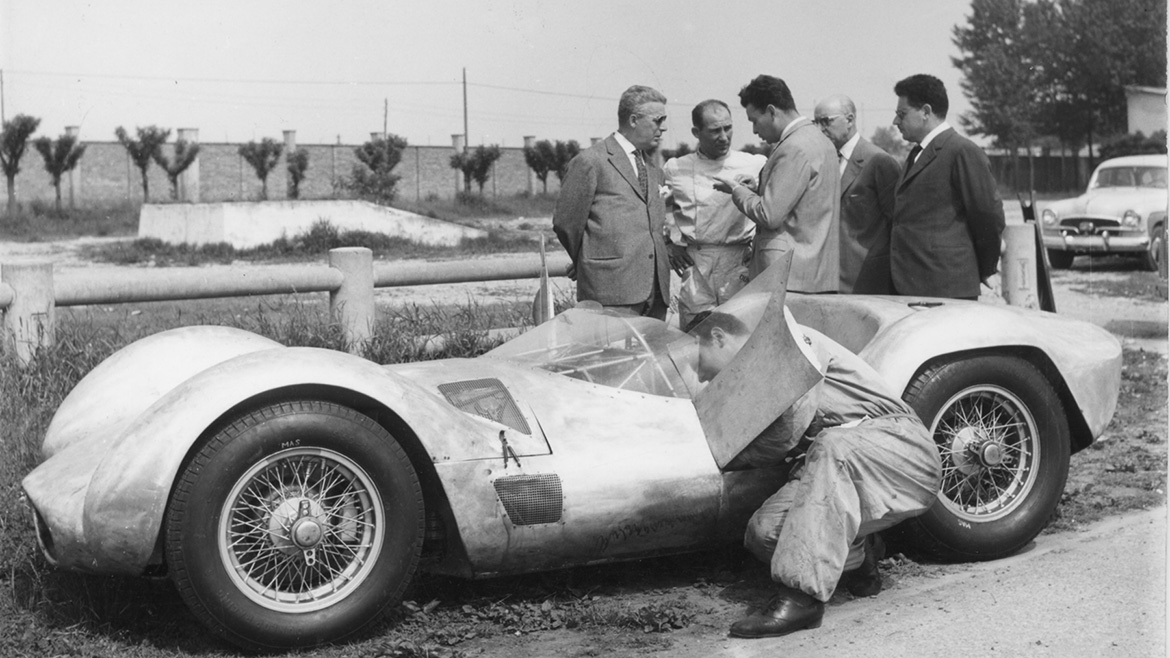
Stirling Moss (Zweiter von Links) bei einer der ersten Testfahrten im Maserati Tipo 61. Moss gewann mit dem Tipo 61 von Camoradi Racing sein viertes 1000-km-Rennen seit 1953

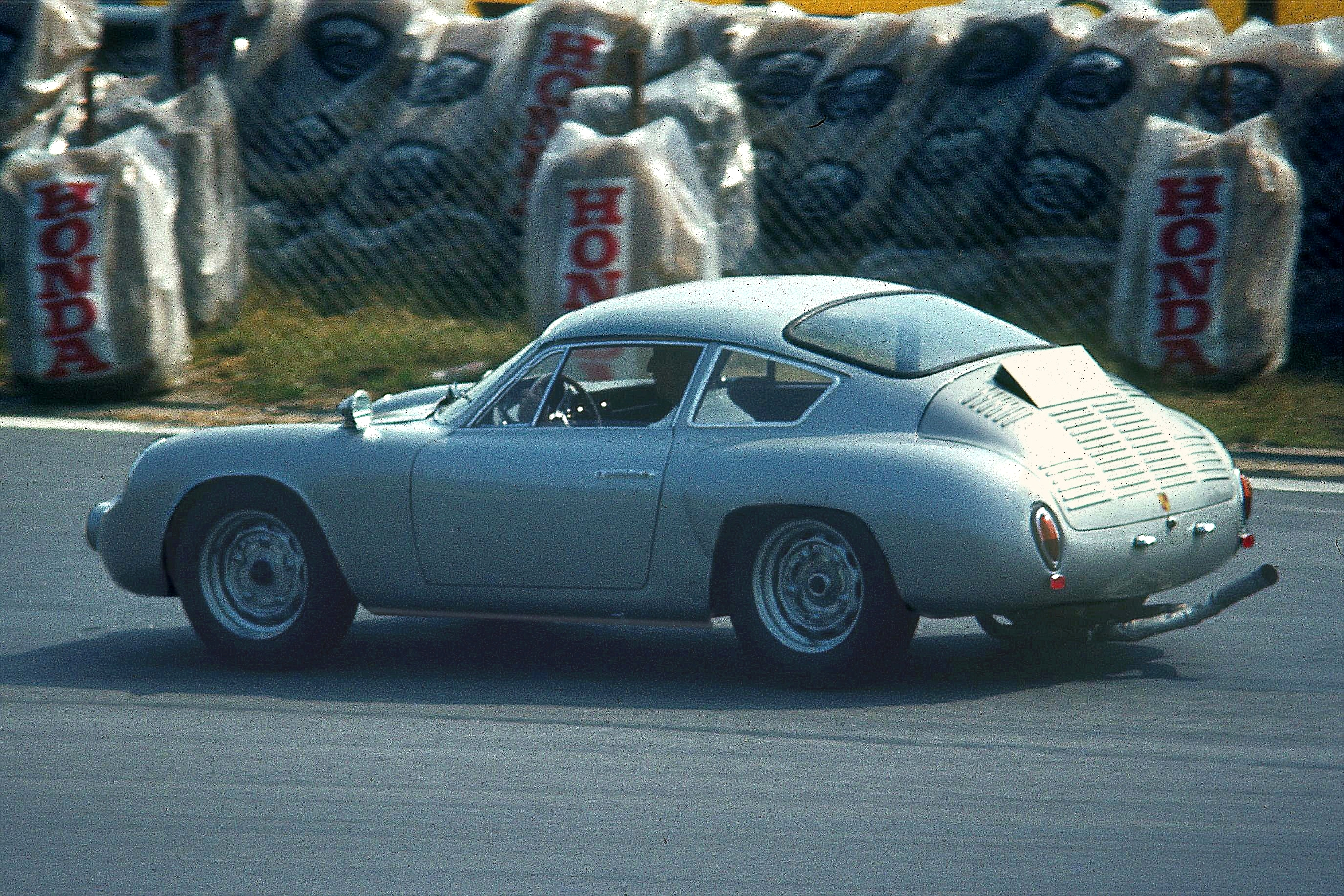
Porsche 356 B Carrera Abarth GTL 1981 am Nürburgring; Joseph Greger und Herbert Linge fuhren einen Carrera Abarth an die siebte Stelle der Gesamtwertung

Das sechste 1000-km-Rennen auf dem Nürburgring, auch VI. Internationales 1000 Kilometer Rennen, Weltmeisterschaftslauf der Sportwagen auf dem Nürburgring, fand am 22. Mai 1960 auf der Nordschleife des Nürburgrings statt und war der vierte Wertungslauf der Sportwagen-Weltmeisterschaft dieses Jahres.

## Vor dem Rennen
Als am Sonntag, den 22. Mai, knapp vor 9 Uhr am Vormittag die Motoren zum Le-Mans-Start gestartet wurden, waren bereits drei Wertungsläufe zur Weltmeisterschaft dieses Jahres zu Ende gegangen. Die Saison hatte Ende Januar in Südamerika begonnen. Beim 1000-km-Rennen von Buenos Aires blieben Phil Hill und Cliff Allison im Werks-Ferrari 250TR59/60 Fantuzzi Spyder siegreich. Es folgten zwei Erfolge für Porsche. Hans Herrmann und Olivier Gendebien gewann auf einem von Joakim Bonnier gemeldeten Porsche 718 RS 60 das 12-Stunden-Rennen von Sebring. Herrmann und Bonnier, diesmal im Werks-718, gewannen danach die Targa Florio auf Sizilien.
In der Weltmeisterschaft der Marken führte Porsche mit 20 Punkten, zwei Zähler vor Ferrari.

## Das Rennen
Das 1953 zu erstmal ausgetragene 1000-km-Rennen auf dem Nürburgring war inzwischen zu einer sportlichen Großveranstaltung geworden. 1960 kamen 250000 Zuschauer zum Rennen, die teilweise schon viele Tage vor dem Start rund um die Rennstrecke campierten. Auch schlechtes Wetter – 1960 gab es kalte, nasse und nebelige Tage – konnte die Massen nicht vom Besuch des Langstreckenrennens in der Eifel abhalten. Einer der Gründe für diesen Ansturm waren die sportlichen Erfolge von Porsche. Seit die beiden Franzosen Auguste Veuillet und Edmond Mouche auf einem Porsche 356/4 SL Coupé beim 24-Stunden-Rennen von Le Mans 1951 einen Klassensieg feierten, waren die Rennsportwagen aus Zuffenhausen im Sportwagensport präsent. Ende der 1950er-Jahre stellten sich erste Gesamtsiege ein.
1960 war der 718 das Einsatzfahrzeug in der Sportwagen-Weltmeisterschaft. Die 718 RS 60 hatten in diesem Jahr einen 1,6-Liter-4-Zylinder-Boxermotor, der 160 PS (118 kW) Leistung leistete. Leer war der Wagen nur 548 kg schwer. Auf der Geraden erreichte das wendige Fahrzeug eine Spitzengeschwindigkeit von 260 km/h. Die drei Werkswagen wurden von Joakim Bonnier, Oliver Gendebien, Hans Herrmann, Maurice Trintignant, Edgar Barth und Graham Hill gefahren. Zu den drei Spyder meldete Porsche zwei 356. Einen Porsche 356 B Carrera Abarth GTL für Joseph Greger und Herbert Linge sowie einen Porsche 356 B Super 90 Exp für Helmut Schulze und Wittigo von Einsiedel.
Neben dem 24-Stunden-Rennen von Le Mans dieses Jahres, das im Juni ausgetragen wurde, konnte die Veranstaltung am Nürburgring mit dem stärksten Teilnehmerfeld aufwarten. Ferrari kam mit vier Werkswagen nach Deutschland, einem 250TR59/60, einem 250TRI/60 und zwei Dino 246S. Fahrer waren Cliff Allison, Phil Hill, Willy Mairesse, Wolfgang von Trips, Richie Ginther, Giorgio Scarlatti, Giulio Cabianca und Ludovico Scarfiotti. Dazu kamen Meldungen der Scuderia Serenissima und der mexikanischen Rodríguez-Brüder. In den 2010er-Jahren undenkbar, kam Camoradi Racing mit Fahrzeugen dreier Marken zum 1000-km-Rennen. Stirling Moss, Dan Gurney, Gino Munaron und Masten Gregory pilotierten jeweils einen Maserati Tipo 61. Fritz Hahnl und Helmut Zick fuhren einen Porsche 356 B Carrera; Leon Lilley und Fred Gamble saßen am Steuer einer Chevrolet-Corvette.
Die Werksmannschaft von Aston Martin hatte die Sportwagen-Weltmeisterschaft 1959 gewonnen und am Ende des Jahres den von John Wyer geleiteten Rennbetrieb eingestellt. Am Nürburgring waren 1960 erstmals Aston-Martin-Sportwagen am Start. Border Reivers meldete einen DBR1/300 für Jim Clark und Roy Salvadori. Mit einem zweiten DBR1/300 reiste Graham Whitehead an, sein Teampartner war Henry Taylor.
Stirling Moss gewann sein viertes 1000-km-Rennen auf dem Nürburgring, das dritte in Folge, und wurde damit dort zum bestimmenden Fahrer der Langstrecke. In diesem Jahr hatte er mit Dan Gurney einen gleichrangigen Teamkollegen, der dieselben Rundenzeiten fuhr wie er. Obwohl die Führung im Rennen mehrmals wechselte, hatten Moss und Gurney am Ende des Rennens einen klaren Vorsprung von 2 Minuten und 52 Sekunden auf das Porsche-Duo Joakim Bonnier und Olivier Gendebien. Beide Aston Martin fielen aus und Ferrari musste sich mit dem dritten Endrang zufriedengeben. Carlo-Maria Abate und Colin Davis konnten im Ferrari 250 GT LWB der Scuderia Serenissima wenigstens die Rennklasse für GT-Wagen über 2 Liter Hubraum gewinnen. Auch für Porsche gab es Klassensiege. Die beiden Schweizer Heini Walter und Thomas Losinger gewannen auf ihrem 718 RSK die Klasse für Sportwagen bis 1,6 Liter Hubraum. Paul-Ernst Strähle und Hans-Joachim Walter blieben im Porsche 356 B Carrera Abarth GTL in der GT-Klasse bis 2 Liter Hubraum siegreich.

## Ergebnisse

### Schlussklassement
| 1               | S 3.0    | 5   | Camoradi USA Racing Team        | Stirling Moss Dan Gurney                    | Maserati Tipo 61                     | 44 |
| 2               | S 2.0    | 21  | Dr. Ing. h. c. F. Porsche KG.   | Joakim Bonnier Olivier Gendebien            | Porsche 718 RS 60                    | 44 |
| 3               | S 3.0    | 2   | Scuderia Ferrari                | Cliff Allison Willy Mairesse Phil Hill      | Ferrari 250TR59/60                   | 44 |
| 4               | S 2.0    | 23  | Dr. Ing. h. c. F. Porsche KG.   | Hans Herrmann Maurice Trintignant           | Porsche 718 RS 60                    | 44 |
| 5               | S 3.0    | 6   | Camoradi USA Racing Team        | Masten Gregory Gino Munaron                 | Maserati Tipo 61                     | 43 |
| 6               | S 1.6    | 36  | Heini Walter                    | Heini Walter Thomas Losinger                | Porsche 718 RSK                      | 42 |
| 7               | S 1.6    | 31  | Dr. Ing. h. c. F. Porsche KG.   | Joseph Greger Herbert Linge                 | Porsche 356 B Carrera Abarth GTL Exp | 41 |
| 8               | GT + 2.0 | 77  | Scuderia Serenissima            | Carlo-Maria Abate Colin Davis               | Ferrari 250 GT LWB                   | 41 |
| 9               | S 1.6    | 34  | Ian Fraser-Jones                | Carel Godin de Beaufort Paul Frère          | Porsche 718 RS 60                    | 40 |
| 10              | GT 2.0   | 83  | Paul-Ernst Strähle              | Paul-Ernst Strähle Hans Walter              | Porsche 356 B Carrera Abarth GTL     | 40 |
| 11              | GT + 2.0 | 72  | Jo Schlesser                    | Lucien Bianchi Jo Schlesser                 | Ferrari 250 GT LWB                   | 40 |
| 12              | GT 2.0   | 84  | Karl Braun                      | Karl Braun Robert Schwarz                   | Porsche 356 B Carrera                | 40 |
| 13              | GT 2.0   | 85  | Scuderia Colonia                | Gerhard Koch Hans-August Stausberg          | Porsche 356 B Carrera Abarth GTL     | 40 |
| 14              | GT 2.0   | 82  | Camoradi USA Racing Team        | Fritz Hahnl Helmut Zick                     | Porsche 356 B Carrera                | 40 |
| 15              | S 3.0    | 11  | Ecurie Francorchamps            | Jean Blaton Pierre Noblet                   | Ferrari 250 GT SWB                   | 40 |
| 16              | GT 2.0   | 89  | Ecurie Leman                    | Heinz Schiller Nadege Ferrier               | Porsche 356 B Carrera                | 40 |
| 17              | S 1.15   | 53  | Charles Vögele                  | Charles Vögele Peter Ashdown                | Lola MK1                             | 40 |
| 18              | S 2.0    | 24  | Taylor and Crawley Racing Team  | Keith Greene Douglas Graham                 | Lotus 15 Series 2                    | 40 |
| 19              | S 1.6    | 32  | Dr. Ing. h. c. F. Porsche KG.   | Helmut Schulze Wittigo von Einsiedel        | Porsche 356 B Super 90 Exp           | 39 |
| 20              | GT 1.3   | 117 | Team Elite                      | Alan Stacey John Wagstaff                   | Lotus Elite                          | 39 |
| 21              | GT 1.3   | 115 | Peter Lumsden                   | Peter Lumsden Peter Sargent                 | Lotus Elite                          | 39 |
| 22              | S 3.0    | 9   | Major I. B. Bailie              | Ian Baillie Edward Greenall                 | Aston Martin DBR1/300                | 39 |
| 23              | GT + 2.0 | 17  | Scuderia Serenissima            | Carlo Peroglio Piero Frescobaldi            | Ferrari 250 GT LWB                   | 38 |
| 24              | S 1.15   | 55  | Bill de Selincourt              | Bill de Selincourt Chris Lawrence           | Lola Mk1                             | 38 |
| 25              | S 1.15   | 52  | David Hitches                   | Bob Hicks David Hitches                     | Lola Mk1                             | 38 |
| 26              | GT 2.0   | 86  | Heinrich Hülbüsch               | Heinrich Hülbüsch Joachim Springer          | Porsche 356 B Carrera                | 38 |
| 27              | S 2.0    | 25  | Taylor and Crawley Racing Team  | Mike Taylor Christopher Martyn              | Lotus 15                             | 38 |
| 28              | GT 1.3   | 108 | Karl Stangl                     | Karl Stangl Bernd Degner                    | Alfa Romeo Giulietta SS              | 37 |
| 29              | S 1.15   | 54  | David Bertram                   | Eric Broadley David Bertram                 | Lola Mk1                             | 37 |
| 30              | S 1.15   | 51  | Automobiles D.B. Deutsch Bonnet | Jean-Hugues Hazard Maurice van der Bruwaene | DB HBR5                              | 37 |
| 31              | GT 1.3   | 111 | Ecurie Azur                     | Georges Berger Andre Roggemans              | Alfa Romeo Giulietta SVZ             | 37 |
| 32              | GT 1.3   | 121 | George Kreisel                  | George Kreisel Ed Schaffer                  | Lotus Elite                          | 36 |
| 33              | GT 2.0   | 93  | Rudd's Racing Team Ltd.         | Bob Staples Richard Shepherd-Barron         | AC Ace                               | 36 |
| 34              | GT 1.3   | 109 | Georges Hacquin                 | Georges Hacquin Pierre Henriquet            | Alfa Romeo Giulietta Sprint Veloce   | 36 |
| 35              | GT + 2.0 | 74  | Hans-Günther John               | Hans-Günther John Günther Isenbügel         | Mercedes-Benz 300 SL                 | 36 |
| 36              | S 850    | 62  | Automobiles D.B. Deutsch Bonnet | René Bartholoni Jean Vinatier               | DB HBR5                              | 36 |
| 37              | GT 2.0   | 88  | Hellmuth Gerhards               | Hellmuth Gerhards Hellmuth Gerhards junior  | Porsche 356 B Super 90               | 35 |
| 38              | S 1.15   | 57  | Team 221                        | Cyril Simson Paul Hawkins                   | Austin-Healey Sebring Sprite         | 35 |
| 39              | S 850    | 61  | Automobiles D.B. Deutsch Bonnet | Gérard Laureau Jean-François Jaeger         | DB HBR5                              | 33 |
| 40              | GT 1.3   | 122 | Bernard Consten                 | Bernard Consten José Rosinski               | Alfa Romeo Giulietta Sprint Veloce   | 33 |
| 41              | S 850    | 63  | Scuderia Sant’Ambroeus          | Mario Poltonieri Leo Levine                 | Fiat-Abarth 850                      | 31 |
| Ausgefallen     |          |     |                                 |                                             |                                      |    |
| 42              | S 3.0    | 1   | Scuderia Ferrari                | Wolfgang von Trips Phil Hill                | Ferrari 250TRI/60                    | 34 |
| 43              | S 2.0    | 27  | P. u. R. Rodriguez              | Ricardo Rodríguez Pedro Rodríguez           | Ferrari Dino 196 S                   | 31 |
| 44              | S 1.6    | 30  | Dr. Ing. h. c. F. Porsche KG.   | Edgar Barth Graham Hill                     | Porsche 718 RS 60                    | 28 |
| 45              | GT 1.3   | 119 | Sir Gawaine Baillie             | Mike Parkes Gawaine Baillie                 | Lotus Elite                          | 28 |
| 46              | GT 1.3   | 116 | Team Elite                      | David Buxton William Allen                  | Lotus Elite                          | 26 |
| 47              | GT 2.0   | 95  | Robert van der Borght           | Robert van der Borght Hugo Schumacher       | MGA                                  | 24 |
| 48              | GT 2.0   | 92  | Ecurie Lausannoise              | Georges Gachnang Maurice Caillet            | AC Ace                               | 15 |
| 49              | S 3.0    | 4   | Scuderia Ferrari                | Giorgio Scarlatti Giulio Cabianca           | Ferrari Dino 246 S                   | 14 |
| 50              | GT 1.3   | 112 | Ecurie Azur                     | André Liekens Pascal Demol                  | Lotus Elite                          | 14 |
| 51              | S 3.0    | 3   | Scuderia Ferrari                | Richie Ginther Ludovico Scarfiotti          | Ferrari Dino 246S                    | 13 |
| 52              | S 3.0    | 7   | Graham Whitehead                | Graham Whitehead Henry Taylor               | Aston Martin DBR1                    | 7  |
| 53              | S 3.0    | 16  | Scuderia Serenissima            | Gerino Gerini Alfonso Thiele                | Ferrari 250 GT California            | 7  |
| 54              | S 3.0    | 8   | Border Reivers                  | Jim Clark Roy Salvadori                     | Aston Martin DBR1/300                | 6  |
| 55              | GT 2.0   | 87  | Hans-Otto Kreft                 | Hans-Otto Kreft Harald von Saucken          | Porsche 356 B                        | 4  |
| 56              | GT 1.3   | 103 | Scuderia Alfa Romeo Suecia      | Erik Siegfasth J. Berger                    | Alfa Romeo Giulietta                 | 4  |
| 57              | GT 1.3   | 107 | Ewald Bandmann                  | Ewald Bandmann Lothar Bender                | Alfa Romeo Giulietta SV              | 4  |
| 58              | S 2.0    | 110 | Rudolf-Wilhelm Moser            | Rudolf-Wilhelm Moser Heinz Friederich       | Alfa Romeo Giulietta SV              | 4  |
| 59              | S 2.0    | 26  | Equipe Lausannoise              | André Wicky Robert Jenny                    | Maserati 200SI                       |    |
| 60              | S 1.6    | 37  | Elva Cars Ltd.                  | Pat Fergusson P. R. Baird                   | Elva Mk.V                            |    |
| 61              | GT + 2.0 | 71  | Camoradi USA Racing Team        | Leon Lilley Fred Gamble                     | Chevrolet Corvette                   |    |
| 62              | GT 2.0   | 90  | Bruno Runte                     | Bruno Runte Warren King Paul Denk           | Porsche 356 B                        |    |
| 63              | GT 2.0   | 91  | Werner Lindermann               | Werner Lindermann Arthur Rosenhammer        | Porsche 356 B                        |    |
| 64              | GT 2.0   | 94  | Johnny Nova                     | Johnny Nova Don Urian                       | Triumph TR3                          |    |
| 65              | GT 1.3   | 108 | António Gentil de Herédia       | António Gentil de Herédia Antonio Gandia    | Alfa Romeo Giulietta                 |    |
| 66              | GT 1.3   | 120 | Jean-François Malle             | Jean-François Malle Robin Carnegie          | Lotus Elite                          |    |
| 67              | GT 1.3   | 123 | John Campbell-Jones             | John Campbell-Jones John Horridge           | Lotus Elite                          |    |
| Nicht gestartet |          |     |                                 |                                             |                                      |    |
| 68              | S 3.0    | 12  | Ecurie Francorchamps            | Léon Dernier Pierre Noblet                  | Ferrari 250TR                        | 1  |
| 69              | S 2.0    | 22  | Dr. Ing. h. c. F. Porsche KG.   | Hans Herrmann Edgar Barth                   | Porsche 718 RS 60                    | 2  |
| 70              | GT + 2.0 | 73  | Karl Stangl                     | Karl Stangl Bernd Degner                    | Ferrari 250 GT                       | 3  |
| 71              | GT + 2.0 | 75  | Taylor and Crawley Racing Team  | Jonathan Sieff Douglas Graham               | Aston Martin DB4 GT                  | 4  |
| 72              | GT + 2.0 | 78  | Scuderia Serenissima            | Carlo Peroglio Piero Frescobaldi            | Ferrari 250 GT California            | 5  |
| 73              | GT 1.3   | 118 | Paul Deetens                    | Paul Deetens Carl Smet                      | Lotus Elite                          | 6  |

1 nicht gestartet
2 Trainingswagen
3 Unfall im Training
4 Fahrzeug nicht homologiert
5 Unfall im Training
6 Unfall im Training

### Nur in der Meldeliste
Hier finden sich Teams, Fahrer und Fahrzeuge, die ursprünglich für das Rennen gemeldet waren, aber aus den unterschiedlichsten Gründen daran nicht teilnahmen.
| Pos. | Klasse   | Nr. | Team                              | Fahrer                                             | Chassis                 |
| ---- | -------- | --- | --------------------------------- | -------------------------------------------------- | ----------------------- |
| 74   | S 3.0    | 10  | Van der Ham & Bruinsma            | H. van der Ham Claude Bruinsma                     | Jaguar D-Type           |
| 75   | S 3.0    | 14  | Fernand Tavano                    | Fernand Tavano Pierre Dumay                        | Ferrari 250 GT SWB      |
| 76   | S 2.0    | 28  | Freddie de Clifford               | Neil McNab Stephen Ouvaroff                        | Cooper Monaco T49       |
| 77   | S 1.6    | 33  | Scuderia Centro Sud               | Mario Cabral Jose Correira de Oliveira             | Porsche 718 RSK         |
| 78   | S 1.6    | 38  | Scuderia Aspromonte               | Francesco Siracusa Anna Maria Peduzzi              | Osca 1500S              |
| 79   | S 1.6    | 39  | Scuderia Aspromonte               | Giovanni Giordano                                  | Osca 1500S              |
| 80   | S 1.6    | 40  | Dickson Motors Ltd.               | Sandy Clark                                        | Lotus 15                |
| 81   | S 1.6    | 41  | Jacques Lefebvre                  | Jacques Lefebvre Robert Gerbout                    | Maserati 150S           |
| 82   | S 1.15   | 56  | John Campbell-Jones               | John Campbell-Jones John Horridge                  | Lotus Eleven            |
| 83   | GT + 2.0 | 76  | Mauricio Alves Carvalho de Macedo | Mauricio Alves Carvalho de Macedo Goncalo de Souza | Jaguar                  |
| 84   | GT 1.3   | 102 | Scuderia Alfa Romeo Suecia        | Yngve Nyström Harald Kronegard                     | Alfa Romeo Giulietta SV |
| 85   | GT 1.3   | 106 | Hans-Günther John                 | Hans-Günther John Gerhard Osterfeld                | Alfa Romeo Giulietta    |

### Klassensieger
| Klasse   | Fahrer             | Fahrer            | Fahrzeug                         | Platzierung im Gesamtklassement |
| -------- | ------------------ | ----------------- | -------------------------------- | ------------------------------- |
| S 3.0    | Stirling Moss      | Dan Gurney        | Maserati Tipo 61                 | Gesamtsieg                      |
| S 2.0    | Joakim Bonnier     | Olivier Gendebien | Porsche 718 RS 60                | Rang 2                          |
| S 1.6    | Heini Walter       | Thomas Losinger   | Porsche 718 RSK                  | Rang 6                          |
| S 1.15   | Charles Vögele     | Peter Ashdown     | Lola Mk1                         | Rang 17                         |
| S 850    | René Bartholoni    | Jean Vinatier     | DB HBR5                          | Rang 36                         |
| GT + 2.0 | Carlo-Maria Abate  | Colin Davis       | Ferrari 250 GT LWB               | Rang 8                          |
| GT 2.0   | Paul-Ernst Strähle | Hans Walter       | Porsche 356 B Carrera Abarth GTL | Rang 10                         |
| GT 1.3   | Alan Stacey        | John Wagstaff     | Lotus Elite                      | Rang 20                         |

### Renndaten
- Gemeldet: 85
- Gestartet: 67
- Gewertet: 41
- Rennklassen: 8
- Zuschauer: 250000
- Wetter am Renntag: kühl, regnerisch und Nebel an manchen Streckenabschnitten
- Streckenlänge: 22,810 km
- Fahrzeit des Siegerteams: 7:31:40,500 Stunden
- Gesamtrunden des Siegerteams: 44
- Gesamtdistanz des Siegerteams: 1003,640 km
- Siegerschnitt: 133,322 km/h
- Pole Position: Stirling Moss – Maserati Tipo 61 (#5) – 9:50,100
- Schnellste Rennrunde: Stirling Moss – Maserati Tipo 61 (#5) – 9:37,000 = 142,315 km/h
- Rennserie: 4. Lauf zur Sportwagen-Weltmeisterschaft 1960